# Kitasato Shibasaburō
El Barón Kitasato Shibasaburō (北里 柴三郎?   Okuni, provincia de Higo, 29 de enero de 1853 - Tokio, 13 de junio de 1931) fue un médico y bacteriólogo japonés. Es conocido por ser el codescubridor del agente infeccioso de la peste bubónica en Hong Kong en 1894, casi de manera simultánea con el biólogo suizo Alexandre Yersin.
Kitasato nació en la villa de Okuni, en la provincia de Higo (actual prefectura de Kumamoto). Estudió en la Escuela Médica de Kumamoto y en la Universidad Imperial de Tokio.
Fue pupilo del Dr. Robert Koch en Alemania, desde 1885 hasta 1891. En 1889, fue la primera persona en cultivar de manera pura el bacilo del tétano, y en 1890 trabajó en colaboración con Emil von Behring en el desarrollo de un suero terapéutico para el tétano usando dicho cultivo puro. También desarrolló antitoxinas para la difteria y el ántrax (carbunco). Kitasato y Behring demostraron el valor de la antitoxina en la prevención de enfermedades produciendo una inmunidad pasiva al tétano en un animal que haya recibido inyecciones graduadas de suero sanguíneo desde otro animal infectado con la enfermedad.
A su regreso a Japón en 1891, Kitasato fundó el Instituto para el Estudio de Enfermedades Infecciosas con la asistencia de Fukuzawa Yukichi; uno de sus primeros asistentes fue August von Wassermann. Demostró también que los cultivos muertos pueden ser usados en la vacunación. También estudió en el modo de infección en la tuberculosis.
Viajó a Hong Kong en 1894 a pedido del gobierno japonés, durante una epidemia de la peste bubónica, e identificó exitosamente la bacteria que causaba la enfermedad; sin embargo, sus resultados no fueron ampliamente diseminados como los del biólogo suizo Alexandre Yersin, y por muchos años le fue acreditado de manera primordial el descubrimiento, e inclusive la bacteria fue llamada con su nombre. Cuatro años después, Kitasato y su estudiante Kiyoshi Shiga, fueron capaces de aislar y describir  la Shigella, el microorganismo que causaba la disentería.
En 1901, Kitasato fue nominado para la primera edición del Premio Nobel de Fisiología o Medicina junto con Emil von Behring, por el desarrollo de la antitoxina contra la difteria. Sólo von Behring recibió el Premio.
Cuando el Instituto para las Enfermedades Infecciosas fue incorporado a la Universidad Imperial de Tokio en 1914, renunció a modo de protesta y fundó el Instituto Kitasato (el antecesor de la Universidad Kitasato), en el que fue su rector por el resto de su vida.
En septiembre de 1921, Kitasato fundó, junto con otros médicos investigadores, la Corporación Sekisen Ken-onki, con la intención de fabricar el termómetro clínico más fiable posible. La compañía fue luego renombrada Corporación Terumo.
Fue el primer Decano de Medicina en la Universidad Keio, el primer presidente de la Asociación Médica de Japón, y fue nombrado en la Casa de Lores. En 1924 fue incluido en el sistema de nobleza japonés kazoku con el título de danshaku (barón).
Kitasato murió de una hemorragia intracraneal en su hogar en Azabu, Tokio, el 13 de junio de 1931. Sus restos descansan en el Cementerio de Aoyama en Tokio.

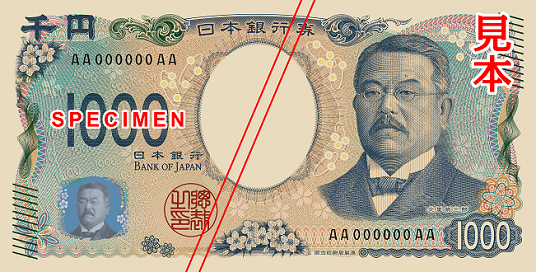
Anverso de los nuevos billetes de 1,000 yenes a partir de 2024

Su retrato figura en los billetes de 1,000 yenes que entraron en circulación en julio de 2024.

### En inglés
- Este artículo incorpora texto de una publicación sin restricciones conocidas de derecho de autor:  Chisholm, Hugh, ed. (1910-1911). «Encyclopædia Britannica». Encyclopædia Britannica. A Dictionary of Arts, Sciences, Literature, and General information (en inglés) (11.ª edición). Encyclopædia Britannica, Inc.; actualmente en dominio público.
- Kyle, Robert A. (1999). Shibasaburo Kitasato-Japanese bacteriologist. Mayo Clinic Proceedings.
- Orent, Wendy (2004). Plague: The Mysterious Past and Terrifying Future of the World's Most Dangerous Disease. Free Press. ISBN 0-7432-3685-8.
- Porter, Roy (2004). Blood and Guts: A Short History of Medicine. W. W. Norton & Company. ISBN 0-393-32569-5.

### En japonés
- Comroe, Julius H., trad. por Suwa Kunio (1998). Igaku o kaeta hakken no monogatari. Chūgai Igakusha. ISBN 4-498-00958-4.
- Tsuchiya, Masaharu (1996). Isha no mita Fukusawa Yukichi–sensei, Mīra to natte Shōwa ni Shutsugen. Chūō Kōronsha. ISBN 4-12-101330-1.
- Yamazaki, Teruo (2003). Donneru no Otoko – Kitasato Shibasaburō (2 volúmenes). Tōyō Keizai Shinpōsha. ISBN 4-492-06133-9 e ISBN 4-492-06134-7.